# Filisberto Nova
Filisberto Nova – piłkarz z Wysp Świętego Tomasza i Książęcej grający na pozycji obrońcy, reprezentant kraju na arenie międzynarodowej.
Podczas eliminacji do Mistrzostw Świata w 2002 roku, Nova reprezentował swój kraj w dwóch spotkaniach; w pierwszym z nich, jego reprezentacja pokonała 2-0 drużynę Sierra Leone. W meczu rewanżowym, Sierra Leone pokonała reprezentację Wysp Świętego Tomasza i Książęcej 4-0. W dwumeczu reprezentanci Sierra Leone okazali się lepsi i to oni zakwalifikowali się do następnej fazy eliminacji. W obydwóch spotkaniach, Nova grał w podstawowym składzie.